# Франк Нойбарт
Франк Нойбарт (нім. Frank Neubarth, нар. 29 липня 1962, Гамбург) — німецький футболіст, нападник клубу «Вердер». По завершенні ігрової кар'єри — тренер.

## Клубна кар'єра
Народився 29 липня 1962 року в місті Гамбург. Вихованець футбольної школи клубу «Конкордія» з рідного міста. В цьому ж клубі і розпочав Нойбарт свою дорослу кар'єру, провівши два сезони у третьому за рівнем дивізіоні ФРН.
1982 року перейшов у «Вердер». Свій перший матч у Бундеслізі провів 18 вересня того ж року проти «Кельна» (1:2). Вже у своєму другому матчі ліги, через тиждень з «Кайзерслаутерном», він забив перший гол у вищому дивізіоні, а «Вердер» здобув перемогу 3:0. За весь сезон він забив 6 голів і був дублером пари основних форвардів Руді Феллер — Норберт Маєр. «Вердер» того сезону став віце-чемпіоном країни. Восени 1983 року він вже був основним гравцем бременського клубу і забив 13 голів у наступному сезоні. У 1985 та 1986 роках він знову став другим у Західній Німеччині, а у сезоні 1985/86 він забив 20 голів і встановив свій рекорд по голам в одному сезоні. Через рік він зазнав травми і зіграв лише 5 матчів ліги, але з 1987 року він знову виступав у основі «Вердера». У 1988 році він виграв свій перший титул чемпіона країни в кар'єрі. У 1991 році він виграв кубок ФРН, а у 1992 році «Вердер» виграв Кубок володарів Кубків, здолавши в фіналі «Монако» (2:0). У 1993 році Нойбарт став чемпіоном Німеччини, а в 1994 році здобув національний кубок, а в 1995 році — вчетверте у кар'єрі став віце-чемпіоном Бундесліги. Він закінчив свою футбольну кар'єру в 1996 році, загалом в Бундеслізі він зіграв в цілому 317 матчів і забив 97 голів.

## Виступи за збірні
1983 року залучався до складу молодіжної збірної Німеччини. На молодіжному рівні зіграв у 4 офіційних матчах.
2 квітня 1988 року провів свій єдиний матч у складі національної збірної ФРН, вийшовши на заміну на 81 хвилині матчу з Аргентиною замість Дітера Екштайна.

## Кар'єра тренера
Після закінчення ігрової кар'єри Нойбарт став тренером. З 1996 року по 9 січня 2002 року він працював у «Вердері» як тренер молодіжної, а потім дублюючої команди.
1 липня 2002 року став головним тренером команди «Шальке 04», де він замінив Губа Стевенса. З «Шальке» він закінчив сезон на 7 місці в Бундеслізі, після чого покинув клуб. У липні 2004 року він став тренером у «Гольштайні» і працював там до 2 жовтня 2006 року. 
11 квітня 2007 року змінив Хейко Вебера у «Карл Цейсі»  керував командою у шести останніх матчів сезону 2006/07 і допоміг команді уникнути вильоту в Регіоналлігу. Після 5 матчів сезону 2007/08 року він був звільнений через погані результати.
Останнім місцем тренерської роботи був клуб «Боргфельд», головним тренером команди якого Франк Нойбарт був недовго у 2010 році. 25 травня 2011 року він оголосив про вихід на пенсію сказавши, що він закінчив з професійним футболом.
Згодом з листопада 2011 і до звільнення в квітні 2013 році був спортивним директором у «Ольденбурзі».
| Дата       | Місто  | Господарі | Результат | Гості     | Турнір                 | Голи | Примітки |
| ---------- | ------ | --------- | --------- | --------- | ---------------------- | ---- | -------- |
| 02/04/1988 | Берлін | ФРН       | 1 – 0     | Аргентина | Torneo Quattro Nazioni | -    | 81'      |
| Усього     |        | Матчів    | 1         |           | Голів                  | 0    |          |

## Титули і досягнення
- Чемпіон ФРН/Німеччини (2):

«Вердер»: 1987–88, 1992–93
- Володар Кубка ФРН/Німеччини (2):

«Вердер»: 1990–91, 1993–94
- Володар Суперкубка Німеччини (3):

«Вердер»: 1988, 1993, 1994
- Володар Кубка Кубків УЄФА (1):

«Вердер»: 1991–92